# Macedônia Central
A Macedônia (português brasileiro) ou Macedónia (português europeu) Central é a periferia da Grécia localizada no norte da parte continental do país e, como o nome indica, é a região central da Macedónia grega, fazendo fronteiras com a Macedônia Oriental e Trácia, a leste, com a Macedônia Ocidental, a oeste e com a Bulgária e a Macedônia do Norte, a norte. Sua população total de acordo com o censo de 2011, era de 1 931 870 habitantes.
Divide-se nas prefeituras de Calcídica, Emátia, Kilkis, Pella, Pieria, Serres e Tessalônica. A capital é Tessalônica.